# Orthochromis mazimeroensis
Orthochromis mazimeroensis é uma espécie de peixe da família Cichlidae.
Pode ser encontrada nos seguintes países: Burundi e Tanzânia.
Os seus habitats naturais são: rios.